# Endrick Felipe Moreira de Sousa
Endrick Felipe Moreira de Sousa, noto semplicemente come Endrick (Taguatinga, 21 luglio 2006), è un calciatore brasiliano, attaccante del Real Madrid e della nazionale brasiliana.

## Biografia
Nel 2016, il padre Douglas Sousa, ai tempi disoccupato, pubblicò sulla piattaforma YouTube alcuni video dei gol del figlio; tale gesto attirò l'attenzione dei maggiori club sudamericani, con il Palmeiras che si aggiudicò la proprietà del ragazzo in cambio di un lavoro come addetto alle pulizie del club.

## Caratteristiche tecniche
Attaccante di piede mancino. Dotato di una grande velocità oltre ad essere tecnico ed in possesso di un ottimo dribbling, si dimostra freddo e decisivo sotto porta. Per le sue caratteristiche è stato paragonato all'ex calciatore Romário, ma ha dichiarato di aver preso Cristiano Ronaldo come punto di riferimento.
È considerato uno dei migliori talenti della sua generazione. Nel 2023 è stato inserito nella lista dei migliori sessanta calciatori nati nel 2006, stilata dal quotidiano inglese The Guardian.

## Carriera

### Club

#### Palmeiras
Cresciuto nel Palmeiras, sale alla ribalta nel 2022 quando, con 7 gol in altrettante partite, conduce la formazione giovanile alla vittoria della Copa São Paulo de Futebol Jùnior. Tale prestazione gli consente di vincere anche il premio come Miglior giocatore del torneo. In totale, in cinque anni con la cantera Verdão, ha totalizzato 165 reti in 169 presenze.
Il 6 ottobre 2022 debutta come professionista nell'incontro vinto 4-0 contro il Coritiba diventando, a 16 anni, 2 mesi e 16 giorni, il più giovane calciatore ad aver esordito per il club. Il 25 ottobre, nel successo interno ai danni dell'Athl. Paranaense (3-1), è autore della sua prima doppietta in carriera. Si ripete la settimana seguente, realizzando la rete del definitivo 4-0 ai danni del Fortaleza; tale vittoria permette al Palmeiras di conquistare la Série A brasiliana.
Il 15 dicembre 2022 viene annunciato l'acquisto di Endrick da parte del Real Madrid, con cui firma un contratto di sei anni valido dal 21 luglio 2024, quando il calciatore avrà compiuto la maggiore età. Rimasto quindi al Palmeiras, inizia il 2023 giocando da titolare la prima partita del Campionato Paulista, terminata a reti bianche contro il São Bento. Il 29 gennaio vince il suo secondo trofeo in carriera, la Supercoppa del Brasile, grazie al risultato di 4-3 ottenuto ai danni del Flamengo. Il 9 aprile contribuisce con una rete alla vittoria del Campionato Paulista, grazie al 4-0 maturato in finale contro l'Água Santa. Tra ottobre e dicembre 2023 è autore di 7 reti in 14 partite di campionato, contribuendo così alla vittoria del titolo nazionale per il secondo anno consecutivo.

#### Real Madrid
Dopo circa un anno e mezzo dal suo acquisto, il 27 luglio 2024 approda ai madrileni; il brasiliano sceglie di indossare la maglia numero 16. Il 25 agosto 2024, in occasione della vittoria per 3-0 contro il Real Valladolid, realizza la sua prima rete in campionato e con la maglia del Real Madrid. Il 17 settembre seguente, realizza il suo primo gol in UEFA Champions League ai danni del del Stoccarda, diventando al contempo il più giovane giocatore brasiliano a siglare una marcatura nella massima competizione europea (18 anni, 1 mese e 27 giorni). Il prosieguo dell'annata risulta altalenante per Endrick, complice anche la forte concorrenza nel reparto offensivo madridista.

### Nazionale

#### Nazionali giovanili
Nel 2022 viene convocato dalla nazionale Under-17 brasiliana, con la quale esordisce il 12 aprile dello stesso anno contro i pari età del Messico; in tale occasione, realizza anche la prima delle quattro reti con cui i brasiliani vincono l'incontro. Due giorni dopo, contribuisce con una doppietta al pareggio con la nazionale olandese (2-2).
Nel dicembre dello stesso anno, viene incluso nella rosa brasiliana partecipante al campionato sudamericano Under-20 del 2023, tenutosi in Colombia; tuttavia, su decisione del Palmeiras, non si unisce alla selezione.

#### Nazionale maggiore
Il 6 novembre 2023 viene chiamato in nazionale maggiore dal CT ad interim Fernando Diniz, in vista delle partite di qualificazione al campionato mondiale 2026 contro Colombia e Argentina; Endrick diventa così il più giovane calciatore selezionato dopo Ronaldo nel 1994. Dieci giorni dopo fa il suo debutto con la Seleçao, subentrando al minuto 82 della partita persa contro la nazionale colombiana (2-1).
Il 23 marzo 2024 realizza la sua prima rete in maglia verdeoro, segnando il gol vittoria nel corso della sfida amichevole giocata a Wembley contro i padroni di casa dell'Inghilterra. Tre giorni più tardi, al Santiago Bernabeu, si ripeterà segnando una marcatura nel pirotecnico 3-3 disputato in gara amichevole contro la Spagna.

## Statistiche

### Presenze e reti nei club
Statistiche aggiornate al 25 giugno 2025.
| Stagione         | Squadra          | Campionato       | Campionato | Campionato | Coppe nazionali | Coppe nazionali | Coppe nazionali | Coppe continentali | Coppe continentali | Coppe continentali | Altre coppe | Altre coppe | Altre coppe | Totale | Totale |
| Stagione         | Squadra          | Comp             | Pres       | Reti       | Comp            | Pres            | Reti            | Comp               | Pres               | Reti               | Comp        | Pres        | Reti        | Pres   | Reti   |
| ---------------- | ---------------- | ---------------- | ---------- | ---------- | --------------- | --------------- | --------------- | ------------------ | ------------------ | ------------------ | ----------- | ----------- | ----------- | ------ | ------ |
| 2022             | Palmeiras        | A1/SP+A          | 0+7        | 0+3        | CB              | 0               | 0               | CL                 | 0                  | 0                  | -           | -           | -           | 7      | 3      |
| 2023             | Palmeiras        | A1/SP+A          | 13+31      | 2+11       | CB              | 3               | 0               | CL                 | 5                  | 1                  | SB          | 1           | 0           | 53     | 14     |
| gen.-lug. 2024   | Palmeiras        | A1/SP+A          | 9+6        | 2+0        | CB              | 2               | 0               | CL                 | 5                  | 2                  | SB          | 0           | 0           | 22     | 4      |
| Totale Palmeiras | Totale Palmeiras | Totale Palmeiras | 22+44      | 4+14       |                 | 5               | 0               |                    | 10                 | 3                  |             | 1           | 0           | 82     | 21     |
| 2024-2025        | Real Madrid      | PD               | 22         | 1          | CR              | 6               | 5               | UCL                | 9                  | 1                  | SU+SS+Cmc   | 0           | 0           | 37     | 7      |
| Totale carriera  | Totale carriera  | Totale carriera  | 88         | 19         |                 | 11              | 5               |                    | 19                 | 4                  |             | 1           | 0           | 119    | 28     |

### Cronologia presenze e reti in nazionale
| Cronologia completa delle presenze e delle reti in nazionale ― Brasile | Cronologia completa delle presenze e delle reti in nazionale ― Brasile | Cronologia completa delle presenze e delle reti in nazionale ― Brasile | Cronologia completa delle presenze e delle reti in nazionale ― Brasile | Cronologia completa delle presenze e delle reti in nazionale ― Brasile | Cronologia completa delle presenze e delle reti in nazionale ― Brasile | Cronologia completa delle presenze e delle reti in nazionale ― Brasile | Cronologia completa delle presenze e delle reti in nazionale ― Brasile |
| Data                                                                   | Città                                                                  | In casa                                                                | Risultato                                                              | Ospiti                                                                 | Competizione                                                           | Reti                                                                   | Note                                                                   |
| ---------------------------------------------------------------------- | ---------------------------------------------------------------------- | ---------------------------------------------------------------------- | ---------------------------------------------------------------------- | ---------------------------------------------------------------------- | ---------------------------------------------------------------------- | ---------------------------------------------------------------------- | ---------------------------------------------------------------------- |
| 16-11-2023                                                             | Barranquilla                                                           | Colombia                                                               | 2 – 1                                                                  | Brasile                                                                | Qual. Mondiali 2026                                                    | -                                                                      | 82’                                                                    |
| 21-11-2023                                                             | Rio de Janeiro                                                         | Brasile                                                                | 0 – 1                                                                  | Argentina                                                              | Qual. Mondiali 2026                                                    | -                                                                      | 72’                                                                    |
| 23-3-2024                                                              | Londra                                                                 | Inghilterra                                                            | 0 – 1                                                                  | Brasile                                                                | Amichevole                                                             | 1                                                                      | 71’                                                                    |
| 26-3-2024                                                              | Madrid                                                                 | Spagna                                                                 | 3 – 3                                                                  | Brasile                                                                | Amichevole                                                             | 1                                                                      | 46’ 78’                                                                |
| 8-6-2024                                                               | College Station                                                        | Messico                                                                | 2 – 3                                                                  | Brasile                                                                | Amichevole                                                             | 1                                                                      | 61’ 90+8’                                                              |
| 12-6-2024                                                              | Orlando                                                                | Stati Uniti                                                            | 1 – 1                                                                  | Brasile                                                                | Amichevole                                                             | -                                                                      | 65’                                                                    |
| 24-6-2024                                                              | Inglewood                                                              | Brasile                                                                | 0 – 0                                                                  | Costa Rica                                                             | Coppa America 2024 - 1º turno                                          | -                                                                      | 70’                                                                    |
| 28-6-2024                                                              | Paradise                                                               | Paraguay                                                               | 1 – 4                                                                  | Brasile                                                                | Coppa America 2024 - 1º turno                                          | -                                                                      | 79’                                                                    |
| 2-7-2024                                                               | Santa Clara                                                            | Brasile                                                                | 1 – 1                                                                  | Colombia                                                               | Coppa America 2024 - 1º turno                                          | -                                                                      | 86’                                                                    |
| 6-7-2024                                                               | Paradise                                                               | Uruguay                                                                | 0 – 0 (4 – 2 dtr)                                                      | Brasile                                                                | Coppa America 2024 - Quarti di finale                                  | -                                                                      |                                                                        |
| 10-9-2024                                                              | Asunción                                                               | Paraguay                                                               | 1 – 0                                                                  | Brasile                                                                | Qual. Mondiali 2026                                                    | -                                                                      | 46’                                                                    |
| 10-10-2024                                                             | Santiago del Cile                                                      | Cile                                                                   | 1 – 2                                                                  | Brasile                                                                | Qual. Mondiali 2026                                                    | -                                                                      | 76’                                                                    |
| 15-10-2024                                                             | Brasília                                                               | Brasile                                                                | 4 – 0                                                                  | Perù                                                                   | Qual. Mondiali 2026                                                    | -                                                                      | 79’                                                                    |
| 25-3-2025                                                              | Buenos Aires                                                           | Argentina                                                              | 4 – 1                                                                  | Brasile                                                                | Qual. Mondiali 2026                                                    | -                                                                      | 46’ 87’                                                                |
| Totale                                                                 |                                                                        | Presenze                                                               | 14                                                                     |                                                                        | Reti                                                                   | 3                                                                      |                                                                        |

| Cronologia completa delle presenze e delle reti in nazionale ― Brasile olimpica | Cronologia completa delle presenze e delle reti in nazionale ― Brasile olimpica | Cronologia completa delle presenze e delle reti in nazionale ― Brasile olimpica | Cronologia completa delle presenze e delle reti in nazionale ― Brasile olimpica | Cronologia completa delle presenze e delle reti in nazionale ― Brasile olimpica | Cronologia completa delle presenze e delle reti in nazionale ― Brasile olimpica | Cronologia completa delle presenze e delle reti in nazionale ― Brasile olimpica | Cronologia completa delle presenze e delle reti in nazionale ― Brasile olimpica |
| Data                                                                            | Città                                                                           | In casa                                                                         | Risultato                                                                       | Ospiti                                                                          | Competizione                                                                    | Reti                                                                            | Note                                                                            |
| ------------------------------------------------------------------------------- | ------------------------------------------------------------------------------- | ------------------------------------------------------------------------------- | ------------------------------------------------------------------------------- | ------------------------------------------------------------------------------- | ------------------------------------------------------------------------------- | ------------------------------------------------------------------------------- | ------------------------------------------------------------------------------- |
| 23-1-2024                                                                       | Caracas                                                                         | Bolivia olimpica                                                                | 0 – 1                                                                           | Brasile olimpica                                                                | Torneo Pre-Olimpico CONMEBOL                                                    | 1                                                                               |                                                                                 |
| 27-1-2024                                                                       | Caracas                                                                         | Brasile olimpica                                                                | 2 – 0                                                                           | Colombia olimpica                                                               | Torneo Pre-Olimpico CONMEBOL                                                    | 1                                                                               | 69’                                                                             |
| Totale                                                                          |                                                                                 | Presenze                                                                        | 2                                                                               |                                                                                 | Reti                                                                            | 2                                                                               |                                                                                 |

| Cronologia completa delle presenze e delle reti in nazionale ― Brasile under 17 | Cronologia completa delle presenze e delle reti in nazionale ― Brasile under 17 | Cronologia completa delle presenze e delle reti in nazionale ― Brasile under 17 | Cronologia completa delle presenze e delle reti in nazionale ― Brasile under 17 | Cronologia completa delle presenze e delle reti in nazionale ― Brasile under 17 | Cronologia completa delle presenze e delle reti in nazionale ― Brasile under 17 | Cronologia completa delle presenze e delle reti in nazionale ― Brasile under 17 | Cronologia completa delle presenze e delle reti in nazionale ― Brasile under 17 |
| Data                                                                            | Città                                                                           | In casa                                                                         | Risultato                                                                       | Ospiti                                                                          | Competizione                                                                    | Reti                                                                            | Note                                                                            |
| ------------------------------------------------------------------------------- | ------------------------------------------------------------------------------- | ------------------------------------------------------------------------------- | ------------------------------------------------------------------------------- | ------------------------------------------------------------------------------- | ------------------------------------------------------------------------------- | ------------------------------------------------------------------------------- | ------------------------------------------------------------------------------- |
| 12-4-2022                                                                       | Montaigu                                                                        | Brasile under 17                                                                | 4 – 0                                                                           | Messico under 17                                                                | Amichevole                                                                      | 1                                                                               | 80’                                                                             |
| 14-4-2022                                                                       | Montaigu                                                                        | Paesi Bassi under 17                                                            | 2 – 2                                                                           | Brasile under 17                                                                | Amichevole                                                                      | 2                                                                               |                                                                                 |
| 16-4-2022                                                                       | Les Sables-d'Olonne                                                             | Inghilterra under 17                                                            | 0 – 3                                                                           | Brasile under 17                                                                | Amichevole                                                                      | 1                                                                               | 80’                                                                             |
| 18-4-2022                                                                       | Montaigu                                                                        | Brasile under 17                                                                | 2 – 1                                                                           | Argentina under 17                                                              | Amichevole                                                                      | 1                                                                               | 80’                                                                             |
| Totale                                                                          |                                                                                 | Presenze                                                                        | 4                                                                               |                                                                                 | Reti                                                                            | 5                                                                               |                                                                                 |

### Record
- Calciatore più giovane ad aver esordito per il Palmeiras (16 anni, 2 mesi e 16 giorni).[8]
- Calciatore più giovane ad aver segnato in UEFA Champions League (18 anni, 1 mese e 27 giorni).[21]

## Palmarès

### Club

#### Competizioni statali
- Campionato paulista: 2

Palmeiras: 2023, 2024

#### Competizioni nazionali
- Campionato brasiliano: 2

Palmeiras: 2022, 2023
- Supercoppa del Brasile: 1

Palmeiras: 2023

#### Competizioni internazionali
- Supercoppa UEFA: 1

Real Madrid: 2024
- Coppa Intercontinentale FIFA: 1  (record)

Real Madrid: 2024

### Individuale
- Miglior giovane del Campionato brasiliano: 1

2022